# Powiat de Łowicz
Pour les articles homonymes, voir Łowicz (homonymie).
Le powiat de Łowicz (polonais : powiat łowicki) est un powiat (district - une division administrative territoriale) de la voïvodie de Łódź, dans le centre de la Pologne.
Il est né le 1er janvier 1999, à la suite des réformes polonaises de gouvernement local passées en 1998 et créée en 2002 à partir de la zone nord-est du powiat de Łódź-est. 
Le siège administratif (chef-lieu) du powiat est la ville de Łowicz, seule ville du powiat, qui se trouve à 48 kilomètres au nord-est de Łódź (capitale de la voïvodie).
Le district couvre une superficie de 987,13 kilomètres carrés. En 2006, sa population totale est de 82 338 habitants, avec une population pour la ville de Łowicz de 30 204 habitants et une population rurale de 52 134 habitants.

## Division administrative
Le district est subdivisé en 10 gminy (communes) (1 urbaine et 9 rurales) :
- Commune urbaine: Łowicz
- Communes rurales : Bielawy, Chąśno, Domaniewice, Kiernozia, Kocierzew Południowy, Łowicz, Łyszkowice, Nieborów, Gmina Zduny

Celles-ci sont inscrites dans le tableau suivant, dans l'ordre décroissant de la population.
| Gmina                                     | Type   | Superficie (km²) | Population (2006) | Siège                |
| Łowicz                                    | urbain | 23,4             | 30 204            |                      |
| Gmina Nieborów                            | rural  | 103,3            | 9 536             | Nieborów             |
| Gmina Łowicz                              | rural  | 133,4            | 7 444             | Łowicz *             |
| Gmina Łyszkowice                          | rural  | 106,9            | 6 931             | Łyszkowice           |
| Gmina Zduny                               | rural  | 128,5            | 6 098             | Zduny                |
| Gmina Bielawy                             | rural  | 164,0            | 5 992             | Bielawy              |
| Gmina Kocierzew Południowy                | rural  | 93,5             | 4 696             | Kocierzew Południowy |
| Gmina Domaniewice                         | rural  | 86,2             | 4 594             | Domaniewice          |
| Gmina Kiernozia                           | rural  | 76,0             | 3 638             | Kiernozia            |
| Gmina Chąśno                              | rural  | 71,8             | 3 205             | Chąśno               |
| * le siège ne fait pas partie de la gmina |        |                  |                   |                      |

## Démographie
Données du 31 décembre 2007
| Description | Total  | Total | Femmes | Femmes | Hommes | Hommes |
| ----------- | ------ | ----- | ------ | ------ | ------ | ------ |
| Unité       | Nombre | %     | Nombre | %      | Nombre | %      |
| Population  | 81 784 | 100   | 42 267 | 51,68  | 39 517 | 48,32  |
| Urbain      | 29 929 | 36,60 | 15 890 | 19,43  | 14 039 | 17,17  |
| Rural       | 51 855 | 63,40 | 26 377 | 32,25  | 25 478 | 31,15  |

## Histoire
De 1975 à 1998, les différentes gminy du powiat actuel appartenaient administrativement aux voïvodies de Skierniewice et de Płock.